# تيمتيم
تيمتيم (بالإنجليزية: Temtem)‏ هي لعبة تقمص الأدوار كثيفة اللاعبين على الإنترنت من تطوير شركة ستوديو كريما الإسبانية ونشر شركة همبل بندل، من المقرر صدور اللعبة في 6 سبتمبر 2022 على أجهزة مايكروسوفت ويندوز، نينتندو سويتش، بلاي ستيشن 5 وإكس بوكس سيريس إكس وسيريس إس.